# Elrond
Vilin Elrond je namišljena oseba iz Tolkienove mitologije. Je sin Elwing in Eärendila. Ker je potomec ljudi in vilinov, se imenuje tudi Elrond Polvilin. Za razliko od brata Elrosa si je izbral nesmrtno življenje. Poročil se je s Celebrian in imel tri otroke: Arwen, Elladana in Elrohirja. Ob koncu Tretjega veka je zapustil Srednji Svet v starosti 6527 let in se odpravil v Aman.
Elronda so klicali tudi Elrond Razendelski. Elrond je imel tudi najmočnejšega izmed treh vilinskih prstanov.